# Ali Barraud N'Goni
Ali Barraud N'Goni, né le 31 janvier 1918 à Koriba en Afrique-Occidentale française (AOF) et mort le 11 octobre 2015 à Bobo-Dioulasso (Burkina-Faso), est un médecin et un homme politique de Haute-Volta.

## Biographie
Diplômé en médecine de l'École normale William-Ponty en 1940, il exerce comme médecin à Koudougou et Bobo-Dioulasso avant de s'engager en politique à la fin des années 1940 en participant à la fondation du Rassemblement démocratique africain (RDA). En 1956, ce parti fusionne avec le Parti social pour l'émancipation des masses africaines pour former le Parti démocratique unifié, qui deviendra ensuite l'UDV-RDA. 
Conseiller municipal, puis adjoint au maire de Bobo-Dioulasso, il est élu en 1957 conseiller de la troisième Assemblée territoriale de Haute-Volta. De 1957 à 1959, il est membre de la délégation voltaïque et questeur au Grand conseil de l'AOF. Partisan de la création d'une fédération regroupant plusieurs États issus de l'AOF, il est écarté de l'UDV-RDA par Maurice Yaméogo et ne fait pas partie de son gouvernement en décembre 1958. 
À partir d'avril 1959, il siège à l'Assemblée nationale comme député UDV-RDA et préside la délégation spéciale de Bobo-Dioulasso en 1966. En 1970, il est élu premier secrétaire adjoint de l'UDV-RDA.
Il est nommé ministre de la Santé publique en février 1971 dans le gouvernement de coalition de Gérard Kango Ouédraogo. Il en démissionne en janvier 1974, avec son homologue des Affaires étrangères Joseph Conombo, alors que le gouvernement traverse une grave crise.